# 2.º governo do Miguelismo
O 2.º governo do Miguelismo, nomeado a no final de julho de 1831 e exonerado a 22 de setembro de 1833, não teve presidente, ficando extinta a pasta de Ministro Assistente ao Despacho com a demissão do Duque de Cadaval, sendo o executivo encabeçado por D. Miguel I de Portugal.
Após a tomada de Lisboa pelos liberais a 24 de julho de 1833, o governo vê-se obrigado a estar constantemente em movimento. Por isso, e por os decretos de nomeação e exoneração não terem sido publicados na Gazeta de Lisboa, a sua constituição é de alguma forma imprecisa, com várias dúvidas sobre alguns dos titulares e das datas em que exerceram. De acordo com as fontes abaixo, a sua provável constituição era a seguinte:
| Cargo                                          | Detentor | Detentor                                         | Período                                       |
| ---------------------------------------------- | -------- | ------------------------------------------------ | --------------------------------------------- |
| Secretário de Estado dos Negócios do Reino     |          | Conde de Basto (1749–1833)                       | 1 de julho de 1831 a 2 de agosto de 1833      |
| Secretário de Estado dos Negócios do Reino     |          | Conde de Bourmont (interino) (1773–1846)         | Julho de 1833 a data indeterminada            |
| Secretário de Estado dos Negócios do Reino     |          | Cândido Figueiredo e Lima (1782–1836)            | 18 de agosto de 1833 a 22 de setembro de 1833 |
| Secretário de Estado da Marinha e Ultramar     |          | Conde de Basto (interino) (1749–1833)            | 1 de julho de 1831 a 2 de agosto de 1833      |
| Secretário de Estado da Marinha e Ultramar     |          | Cargo vago                                       | 2 de agosto de 1833 a 22 de setembro de 1833  |
| Secretário de Estado dos Negócios da Justiça   |          | Luís Furtado de Mendonça (interino) (1796–1834)  | 29 de junho de 1831 a 22 de setembro de 1833  |
| Secretário de Estado dos Negócios da Fazenda   |          | Conde da Lousã (1772–1862)                       | 1 de julho de 1831 a 22 de setembro de 1833   |
| Secretário de Estado dos Negócios da Fazenda   |          | Conde de Bourmont (interino) (1773–1846)         | 15 de agosto de 1833 a 18 de agosto de 1833   |
| Secretário de Estado dos Negócios da Fazenda   |          | Cândido Figueiredo e Lima (interino) (1782–1851) | 18 de agosto de 1833 a 22 de setembro de 1833 |
| Secretário de Estado dos Negócios da Guerra    |          | Conde de São Lourenço (1794–1863)                | 1 de julho de 1831 a 22 de setembro de 1833   |
| Secretário de Estado dos Negócios da Guerra    |          | Conde de Barbacena (interino) (1780–1854)        | 21 de fevereiro de 1833 a 16 de julho de 1833 |
| Secretário de Estado dos Negócios da Guerra    |          | Conde de Bourmont (interino) (1773–1846)         | 15 de agosto de 1833 a 22 de setembro de 1833 |
| Secretário de Estado dos Negócios Estrangeiros |          | Visconde de Santarém (1791–1856)                 | 1 de julho de 1831 a 22 de setembro de 1833   |
| Secretário de Estado dos Negócios Estrangeiros |          | Conde de São Lourenço (interino) (1794–1863)     | 5 de setembro 1833 a 22 de setembro de 1833   |